# Horten AG
Horten AG var en varuhuskedja i Tyskland som grundades 1935 av Helmut Horten (1909-1987) med huvudkontor i Düsseldorf.
Hortens uppgång kom genom att ta över varuhus som deras judiska ägare tvingats överge och fram till 1939 kunde flera varuhus tas över. Hortens varuhus fortsatte att byggas ut efter kriget, bland annat genom övertaganden av varuhusen Köster och DeFaKa. Under 1960-talet drev man på utvecklingen i skapandet av moderna varuhus, flera av dem ritades av arkitekten Egon Eiermann i en karaktäristisk stil i aluminium. 
Horten togs under 1990-talet över av Kaufhof och varuhusen bytte namn från Horten till Kaufhof, men ett stort antal lades även ner som en del i omstruktureringar. De sista varuhusen med namnet Horten stängdes 2004. Arvet från Horten är det galleriakoncept som Kaufhof idag använder sig av under namnet Kaufhof Galeria.